# الفاصلة اليوحناوية

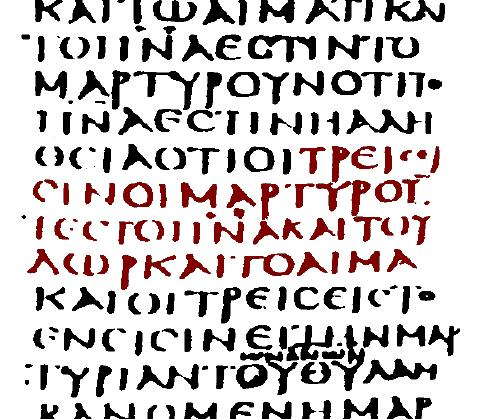
لا تحوي المخطوطة السينائية الفاصلة اليوحناوية

الفاصلة اليوحناوية أو العبارة اليوحناوية (باللاتينية: Comma Johanneum) هي مقطع قصير ينظر إليه من قبل عامة العلماء على أنه مُضاف يوجد في معظم الترجمات الإنكليزية لرسالة يوحنا الأولى التي طبعت بين 1522 وحتى آخر القرن التاسع عشر بسبب الاعتماد على الطبعة الثالثة للنص المتلقى كمصدر وحيد للترجمة.
ظهر المقطع أولاً كإضافة إلى الترجمة اللاتينية الكنسية للكتاب المقدس، وظهرت لأول مرة في المخطوطات اليونانية في القرن الخامس عشر. لا تظهر في أقدم المخطوطات اللاتينية، ويبدو أنه نشأ في شكل حاشية في نهاية القرن الرابع. أدرج بعض النساخ هذه الحاشية تدريجيًا في النص الرئيسي على مدار العصور الوسطى.
تعود أقدم مخطوطة يونانية للعهد الجديد والتي تحتوي على الفاصلة إلى القرن الخامس عشر. الفاصلة غائبة عن بعض الترجمات الإثيوبية والآرامية والسريانية والسلافية والأرمنية والجورجية والعربية للعهد الجديد اليوناني.  يظهر في بعض الترجمات الإنجليزية للكتاب المقدس من خلال إدراجه في الطبعة الأولى المطبوعة من العهد الجديد (نسخة الملك جيمس) بواسطة إيراسموس، حيث ظهر لأول مرة في الطبعة الثالثة لعام 1522.

## النص
في الترجمات التي تحوي العبارة (بالخط العريض) يقرأ التالي:
5: 7 فان الذين يشهدون هم ثلاثة في السماء الأب والكلمة والروح القدس وهؤلاء الثلاثة هم واحد.
5: 8 و الذين يشهدون في الأرض هم ثلاثة الروح والماء والدم والثلاثة هم في الواحد.

## الأصل

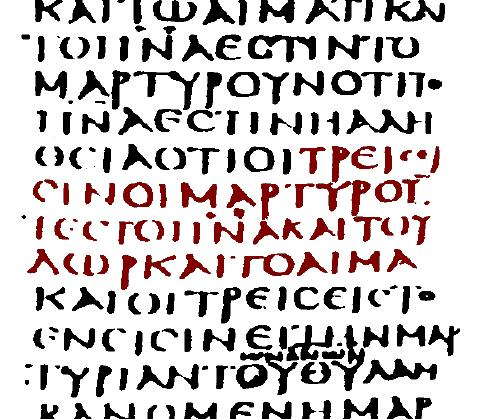
مقتطف من المخطوطة السينائية بما في ذلك 1 يوحنا 5: 7-9. إنه يفتقر إلى الفاصلة اليوحانوية. يقول النص ذو اللون الأرجواني: «هناك ثلاثة شهود، الروح والماء والدم».

العديد من المصادر المبكرة التي قد يتوقع المرء أنها تشمل الفاصلة اليوحانوية في الواقع لا تحويها. على سبيل المثال، على الرغم من أن كليمنت الإسكندري يركز بشدة على الثالوث، فإن اقتباسه من 1 يوحنا 5: 8 لا يتضمن الفاصلة. لا تقدم كتابات جيروم في القرن الرابع أي دليل على أنه كان على علم بوجود الفاصلة. (يحتوي Codex Fuldensis، لعام 546، على نسخة من مقدمة جيروم للأناجيل الكنسية التي يبدو أنها تشير إلى الفاصلة، لكن نسخة المخطوطة من 1 يوحنا لا تحويها، مما دفع الكثيرين إلى الاعتقاد بأن إشارة المقدمة زائفة.)
تظهر أقدم إشارة إلى ما يمكن أن تكون الفاصلة من قبل الأب سيبريان (توفي 258) في القرن الثالث، الذي اقتبس من يوحنا 10:30 في الرسالة الأولى القسم 6  ضد الهراطقة الذين أنكروا الثالوث وكتب: «مرة أخرى إنه يشير إلى الآب والابن والروح القدس،» وكتب أيضاً: «هؤلاء الثلاثة هم واحد.» يلاحظ دانيال ب. والاس أنه على الرغم من أن سيبريان يستخدم يوحنا الأول للدفاع عن الثالوث، إلا أنه يستشهد من هذا كتلميح من خلال الشهود الثلاثة - «مكتوب من» - بدلاً من الاستشهاد بنص إثبات - «كتب ذلك». في ملاحظة ذلك، يتابع والاس الإصدارات القياسية الحالية من العهد الجديد (NA27 و UBS4) والتي تعتبر سيبريان شاهدًا ضد الفاصلة. لم يفعلوا ذلك لو اعتقدوا أنه اقتبس منه. لذلك على الرغم من أن البعض لا يزال يعتقد أن سيبريان أشار إلى المقطع، فإن حقيقة أن علماء لاهوت آخرين مثل أثناسيوس الإسكندري وسابيليوس وأوريجانوس لم يقتبسوا أو يشيروا إلى هذا المقطع وهو أحد الأسباب التي جعلت العديد من أتباع الثالوث فيما بعد يعتبرون النص زائفًا ولم يكن جزءًا من النص الأصلي. يبدو أن العمل الأول الذي اقتبس من فاصلة جوهانيم كجزء فعلي من نص الرسالة هو العظة اللاتينية ليبر أبولوجيتوس التي تعود إلى القرن الرابع، وربما كتبها بريسليان أفيلا (توفي 385)، أو أتباعه المقربون من الأسقف إنستانتياس.
يبدو أن أول حدث معروف هو إضافة لاحقة لمخطوطة من القرن العاشر موجودة الآن في مكتبة بودليان، والتاريخ الدقيق للإضافة غير معروف؛ في هذه المخطوطة، الفاصلة عبارة عن قراءة مختلفة يتم تقديمها كبديل للنص الرئيسي. تعود المصادر السبعة الأخرى إلى القرن السادس عشر أو بعد ذلك، وأربعة من السبعة مكتوبة بخط اليد في هوامش المخطوطة. في إحدى المخطوطات، التي تمت ترجمتها مرة أخرى إلى اليونانية من الفولغاتا، لا توجد عبارة «وهؤلاء الثلاثة هم واحد».

## الكنيسة اليونانية وهرطقة السابالية

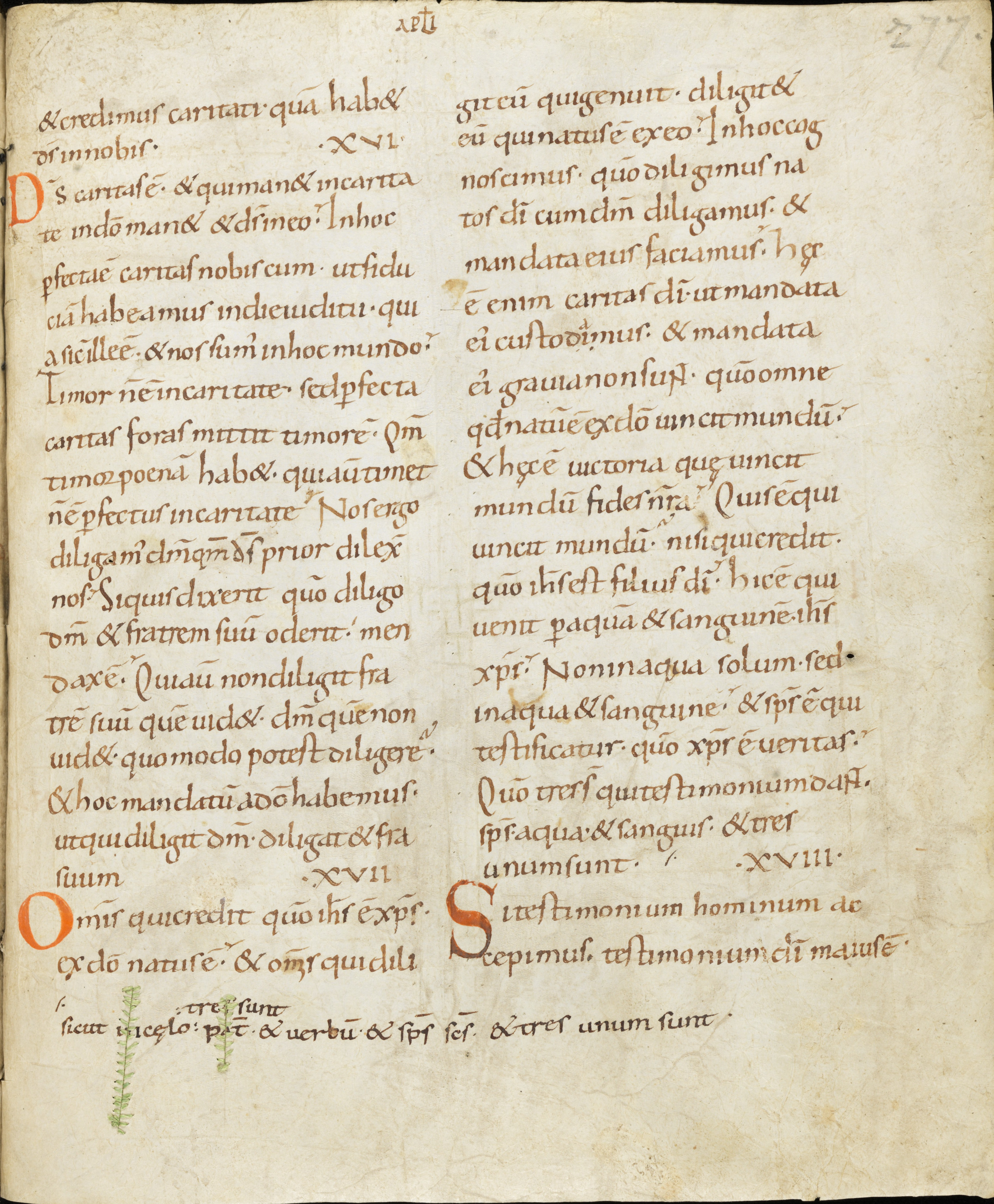
مخطوطة Codex Sangallensis 63 من القرن التاسع. المخطوطة الأصلية لم تحتوي على الفاصلة (في 1 يوحنا 5: 7)، ولكن تمت إضافتها باليد لاحقًا على الهامش.

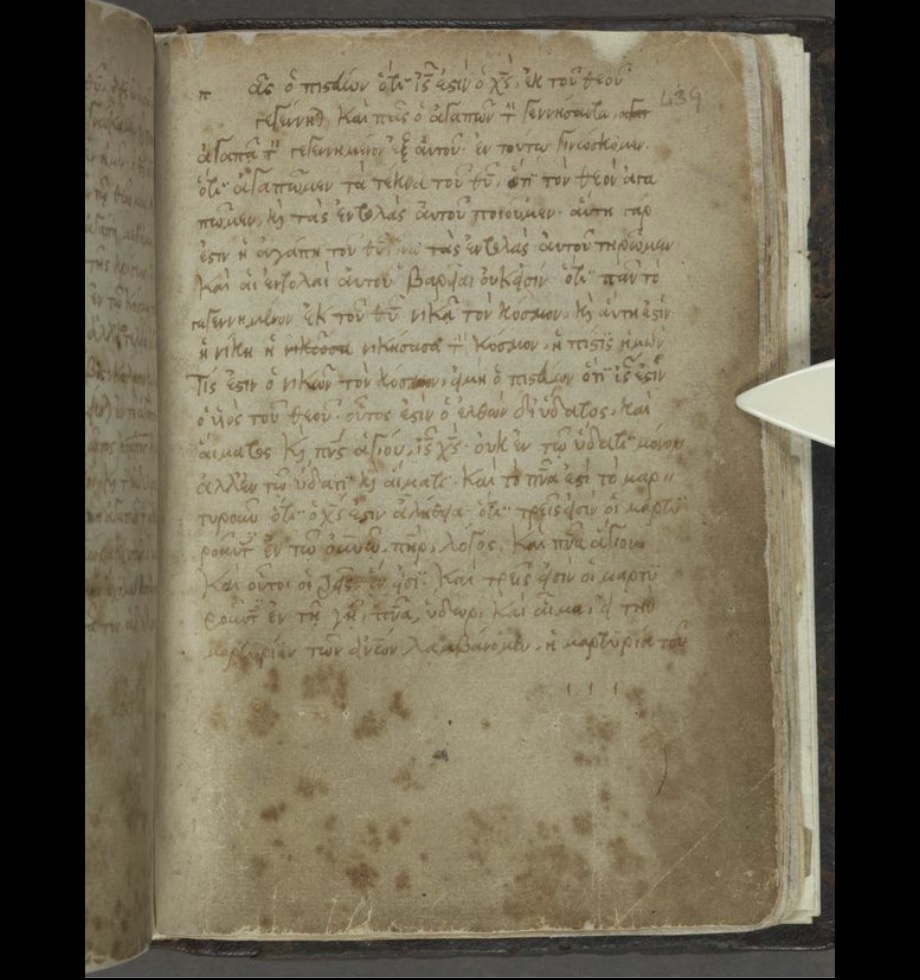
مخطوطة Codex Montfortianus (القرن الخامس عشر) صفحة 434 ظهر مع 1 يوحنا 5 الفاصلة.

ولكن الكنيسه اليونانيه الارثوزكسية الشرقيه واجهت مشكله تدعي سابيلانيزم ووجدت انه الاسهل لمواجهة التحدي بازالت النصوص التي تسبب الخلاف من نسخ انجيلهم ,بين عام 200 الي 270 ميلاديه رجل يدعي سابيليس اعتقد بان الاب والابن والروح القدس متطابقين. والناس الذين اعتقدوا بان الاب والابن متطابقين اطلق عليهم باتريباسيانز اي معاناة الاب لانهم امنوا ان الاب والاب معا علي الصليب وكانوا يستخدمون هذا العدد ليؤكدوا ان الثالوث كان بالحقيقه شخص واحد. ونستطيع ان نري الكنيسه اليونانيه الارثوزكسيه لاتريد اي اعداد في انجيلهم تقول ان الاب والابن والروح القدس واحد ويريدوا اظهار التميز في الثالوث ولذلك لايريدوا هذا العدد في انجيلهم